# Channing Tindall
Channing D. Tindall (Columbia, Carolina del Sur, 28 de marzo de 2000) más conocido como Channing Tindall, es un jugador profesional estadounidense de fútbol americano, se desempeña en la posición de linebacker en Miami Dolphins, en la National Football League (NFL).

## Carrera
Fue seleccionado en la tercera ronda en la Reunión Anual de Selección de Jugadores de la NFL de 2022. Hizo su debut profesional con el equipo Miami Dolphins, donde lleva jugando dos temporadas.